# Herméneutique biblique

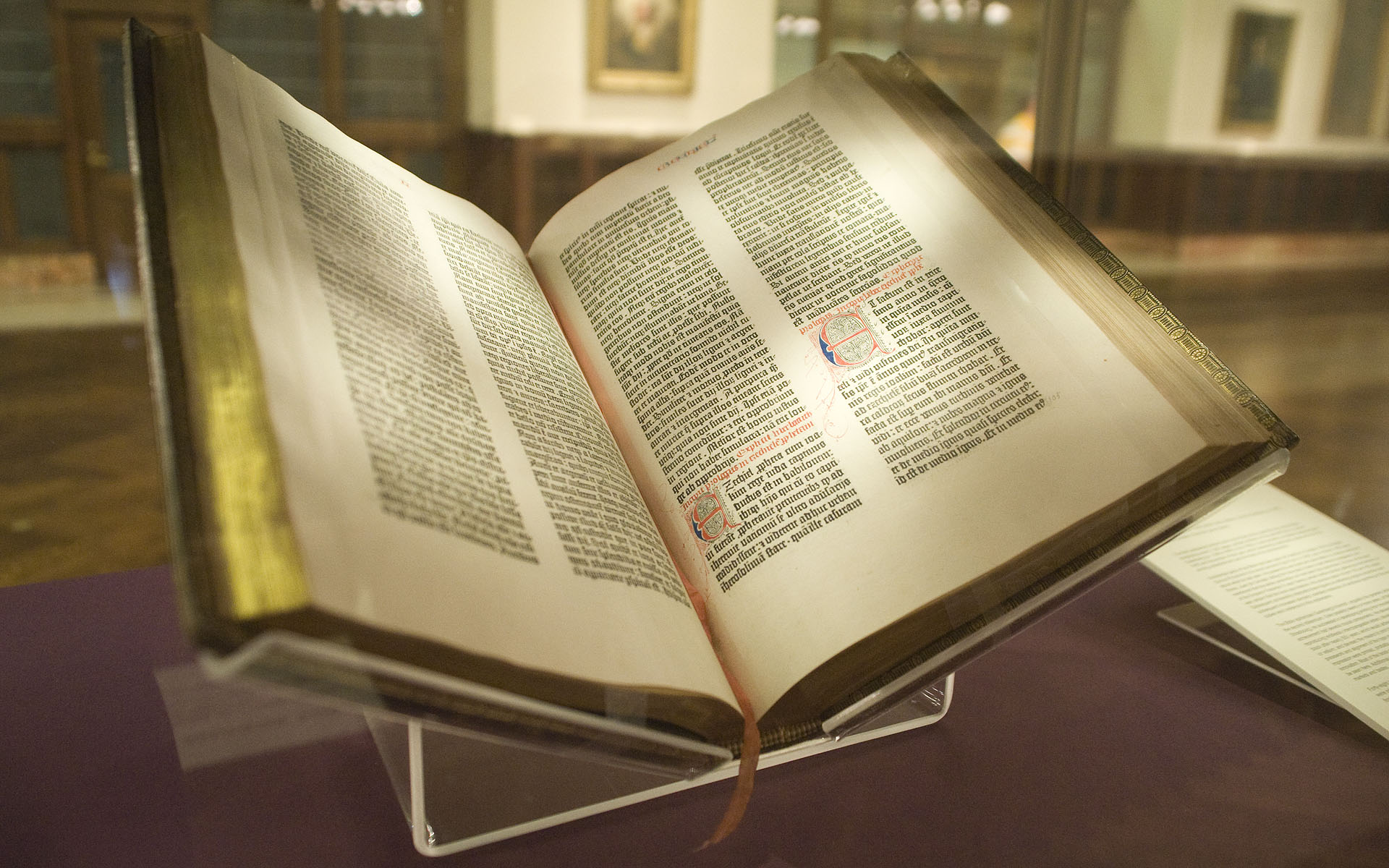
La Bible de Gutenberg.

L’herméneutique biblique est l’étude des principes d’interprétation de la Bible. Elle fait partie du domaine de l’herméneutique. 
Ce principe d'interprétation pose au moins deux grands problèmes d'ordre épistémologique et philosophique : 
- si le texte religieux est à interpréter figurativement ou métaphoriquement afin d'en extraire un sens objectivement valable, pourquoi limiter cette capacité d'interprétation aux seuls textes religieux ? Dans cette optique, tout texte scientifiquement ou logiquement faux deviendrait vrai par le recours à l'interprétation, ce qui pose d'évidents problèmes de cohérence formelle universelle.
- comment peut-on vouloir sans contradictions contextualiser l’Absolu ou la parole de l’Absolu ? Autrement dit : peut-on contextualiser les religions sans les nier comme religions fondées sur un Transcendance et, donc, sans les réduire à des phénomènes culturels produits par l’homme dans des conditions données appelées à disparaître ?

## Judaïsme
Dans le judaïsme, l’herméneutique biblique utilise notamment la midrash, une méthode juive d’interprétation de la Bible hébraïque et des règles qui structurent les lois juives.

## Christianisme
Dans le christianisme, l’herméneutique biblique s’appuie sur diverses doctrines.

### Quatre sens de l'Écriture
La doctrine des quatre sens de l'Écriture est une méthode d’interprétation qui prend en compte les quatre lectures possibles d’un texte biblique, soit littéral ou historique, allégorique, tropologique (ou moral), et anagogique. Selon les auteurs, le sens allégorique est aussi appelé spirituel ou christologique.
Au IIIe siècle, le théologien Origène, diplômé de l’école théologique d'Alexandrie, a formulé le principe des trois sens de l’Écriture (littéral, moral et spirituel), à partir de la méthode juive d’interprétation (midrash) utilisée par Paul de Tarse dans l’Épître aux Galates chapitre 4.
Au IVe siècle, le théologien Augustin d'Hippone a développé cette doctrine qui est devenue les quatre sens de l'Écriture.

### Christocentrisme
Le christocentrisme place Jésus-Christ au centre de l’interprétation de tous les livres la Bible. Le concept a été développé par le théologien Augustin d'Hippone au 4e siècle, en se basant sur les épîtres pauliniennes.

### Théologie de l'alliance
La théologie de l'alliance étudie la Bible en fonction des alliances  entre Dieu et les humains. Elle a été développée par les théologiens Irénée de Lyon au 2e siècle et Augustin d'Hippone au 4e siècle.

### Méthode historico-grammaticale
La méthode historico-grammaticale cherche à découvrir le message initial que les auteurs voulaient transmettre aux lecteurs en analysant les textes avec la grammaire, la littérature et l’histoire. Elle a été développée par le théologien Johann August Ernesti en 1761.  

### Dispensationalisme
Le dispensationalisme étudie la Bible en structurant sept dispensations prévues par Dieu pour l’histoire humaine. Il a été développé par le théologien John Darby en 1840.